# Vesela jesen 1975
IX. Vesela jesen je potekala 27. septembra 1975 v Unionski dvorani v organizaciji Društva glasbenih delavcev Harmonija. Vodila sta jo Metka Šišernik-Volčič in Saša Veronik, orkestru pa je dirigiral Edvard Holnthaner.

## Tekmovalne skladbe
Izborna komisija v sestavi Edvard Holnthaner, Branko Mlakar, Werner Ussar, Boris Vidic, France Fostnerič, Herman Vogel in Slavko Jug je izmed 47 prijav za festival izbrala naslednjih 16 (prvič so glasbo in besedila ocenjevali ločeno):
| #   | Naslov pesmi                    | Izvajalec                     | Avtorji (glasbe – besedila – aranžmaja)               | Nagrade                               |
| --- | ------------------------------- | ----------------------------- | ----------------------------------------------------- | ------------------------------------- |
| 1.  | Pozdravi z goric                | Dragica Kovačič               | Slavko Kovačič – Dragica Škerlevaj – Dečo Žgur        |                                       |
| 2.  | Idarske rihte                   | Vladimir Samec                | Branko Weissbacher – Marija Reven – Edvard Holnthaner |                                       |
| 3.  | Ges man pa žitjek rad           | Marko Mrežar                  | Aleksander Vlaj – Vlaj – Bojan Adamič                 |                                       |
| 4.  | Ne bom se moživa na Uršljo goro | Irena Kohont & Edvin Fliser   | Konrad Doler – Lev Svetek – Doler                     | 3. nagrada občinstva                  |
| 5.  | Prava ljubezen                  | Kvartet Ultra                 | Berti Rodošek – Janez Švajncer – Jure Robežnik        |                                       |
| 6.  | Lovski Kljukec                  | Jože Kobler & ans. Dan in noč | Jože Miljutin Turnšek – Turnšek – Dečo Žgur           |                                       |
| 7.  | Veseli štajerski pjebi          | Marjetka Falk                 | Bojan Adamič – Jelka Kušar – Adamič                   |                                       |
| 8.  | Rijbič in ščoukca               | Andrej Plevnik                | Janez Klemenčič – Klemenčič – Silvester Mihelčič      |                                       |
| 9.  | So pač koline                   | Alenka Pinterič               | Renato Lah – Branko Mohorko – Edvard Holnthaner       |                                       |
| 10. | Ges san prišo v njeno ves       | Kvartet Radia Murska Sobota   | Aleksander Vlaj – Vlaj – Bojan Adamič                 |                                       |
| 11. | Muaja Pepka                     | Edvin Fliser                  | Boris Kovačič – Marjan Stare – Mojmir Sepe            | zlati klopotec = 1. nagrada občinstva |
| 12. | Štidentje na deželi             | Karli Arhar & ans. Certus     | Boris Rošker – Dragica Škerlevaj – Jani Golob         |                                       |
| 13. | Mlatiči                         | Helena Verglez & Rudi Trojner | Jože Kreže – Miroslav Slana – Jože Privšek            |                                       |
| 14. | Gobe, gobe                      | Braco Koren                   | Bojan Adamič – Marjan Stare – Adamič                  |                                       |
| 15. | Obrtniki                        | New Swing kvartet             | Berti Rodošek                                         | 2. nagrada občinstva                  |
| 16. | Jarmak                          | Ans. Kvik                     | Rajko Stropnik – Albin Krajnc – Edvard Holnthaner     |                                       |

Podelili so tudi nagrado za najboljše besedilo in najboljšega debitanta.